# Hipsodoncia

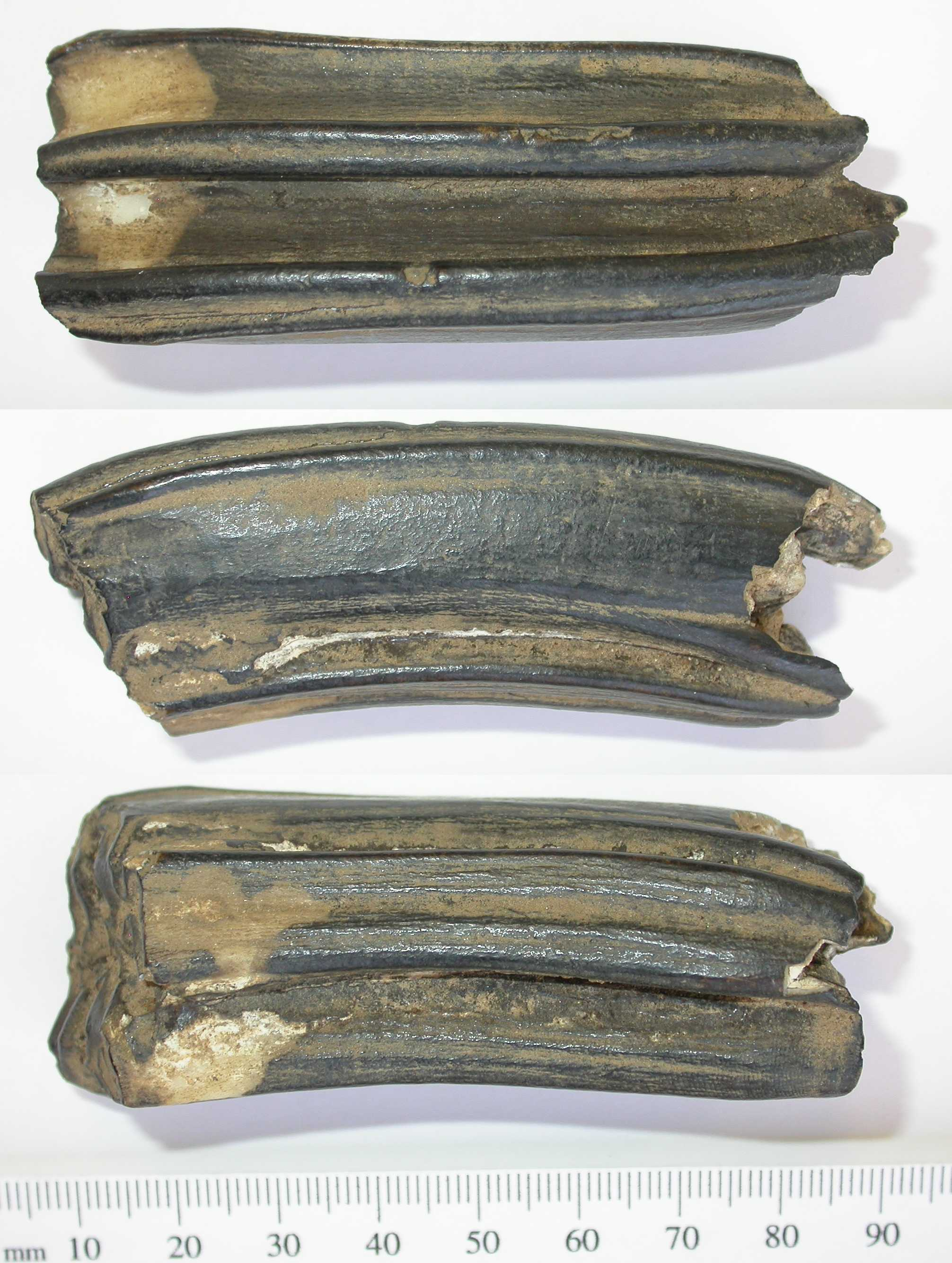
Vista lateral de dientes hipsodontos (caballo).

La hipsodoncia es la característica de los molares de algunos mamíferos herbívoros de presentar coronas elevadas. Esta es una adaptación evolutiva que dota a estos animales de una mayor capacidad para compensar el desgaste de sus dientes por la abrasión producida al masticar las duras fibras de las plantas con componentes minerales, como los fitolitos de las gramíneas. Lo contrario a la hipsodoncia es la braquidoncia, dientes de corona baja.
En zoología, se llama hipsodontos a los grupos que cumplen con esta característica, adaptación que aparece en diferentes grupos a lo largo de la historia evolutiva de los mamíferos. Como ejemplos pueden destacarse bovinos, caprinos, ciervos, équidos, elefantes, lagomorfos y algunos grupos de roedores. De estos últimos destaca la subfamilia de los arvicolinos, un conjunto de roedores con dientes de crecimiento continuo. 
Como los dientes son estructuras que se conservan con facilidad, sus características son muy importantes para identificar los fósiles en la paleontología y la arqueología. Los diferentes tipos de dientes también dan información sobre la filogenia de las especies. Sin embargo, esta adaptación es transversal a las familias que se alimentan de pastos duros. Los hipsodontos más antiguos encontrados se han hallado en América del Sur –específicamente en Chile–, tratándose de dos especies emparentadas con las chinchillas, cuyos fósiles datan de hace unos 32,5 millones de años.

## Tipos
Se distinguen diferentes grados de hipsodoncia, según la altura de las coronas:
- Braquiodontos o braquidontes, dientes de corona baja. Al erupcionar ya tienen sus raíces completamente formadas
- Hipsodontos, hipsodontes o protohipsodontes, con distintos grados, eventualmente sus raíces se cierran y dejan de crecer.
- Euhipsodontos, euhipsodontes o hipselodontes, dientes de crecimiento continuo, cuyas raíces nunca se cierran.[3][4]

## Índices de hipsodoncia
La altura relativa de un diente se establece mediante índices, de forma que la información pueda ser usada en taxonomía y estudios paleoecológicos. Sin embargo no hay un índice único, habiéndose creado diferentes índices para los distintos grupos taxonómicos. Por ejemplo, para los arvicólidos se usan distintos parámetros de la línea de contacto de la dentina con el esmalte y para los équidos diferentes medidas de los dientes superiores.
En ecología se toma la relación entre altura y longitud del segundo molar, superior o inferior, de los herbívoros, denominándose braquiodontos a los dientes con una relación inferior a 0.8, mesodontos si está entre 0.8 y 1.2 e hipsodontos si es superior a 1.2. La variación del índice de hipsodoncia en una línea filogenética tiene interés paleoecológico, pues el aumento de la hipsodoncia indica una mayor dependencia de ambientes abiertos (praderas de gramíneas).